# Song to Say Goodbye
Song to Say Goodbye è un singolo del gruppo musicale britannico Placebo, pubblicato il 6 marzo 2006 come secondo estratto dal quinto album in studio Meds.
Il brano è stato pubblicato in contemporanea con Because I Want You, quest'ultimo scelto dal gruppo come singolo apripista esclusivamente per il mercato britannico.

## Video musicale
Il video, diretto da Philippe André, ritrae la storia di un padre depresso e del giovanissimo figlio (interpretato da Field Cate). In un ambiente fatto di silenzi, di sguardi vuoti, e di incomunicabilità, il bambino, in una inversione dei ruoli, porta in auto il genitore, ridotto in uno stato catatonico, e incapace di agire, di muoversi razionalmente nel mondo  fino ad una struttura che si intuisce essere una casa di cura.

## Tracce
CD promozionale (Europa)
1. Song to Say Goodbye (Radio Edit) – 3:57
2. Song to Say Goodbye (Album Version) – 3:38
3. Song to Say Goodbye (Instrumental) – 3:54

CD (Europa)
1. Song to Say Goodbye (Radio Edit) – 3:56
2. Because I Want You (Russell Lissack from Bloc Party Remix) – 4:26
3. Song to Say Goodbye (Video) – 3:56 – presente nell'edizione francese

CD maxi (Australia, Europa)
1. Song to Say Goodbye (Album Version) – 3:34
2. 36 Degrees 2005 – 5:03
3. Because I Want You (Remixed by Russell Lissack of Bloc Party) – 4:26
4. Because I Want You (Ladytron Club Mix) – 7:04

7" (Europa)
- Lato A

1. Song to Say Goodbye (Radio Edit) – 3:51

- Lato B

1. Because I Want You (Ladytron Remix) – 3:47

## Formazione
Gruppo
- Brian Molko – voce, chitarra, tastiera
- Stefan Olsdal – basso, chitarra, tastiera, cori
- Steve Hewitt – batteria

Altri musicisti
- Fiona Brice – arrangiamento strumenti ad arco
- Deborah White – primo violino
- Natalia Bonner – primo violino
- Tom Piggot-Smith – primo violino
- Krista Caspersz – primo violino
- Sarah Button – primo violino
- Dave Williams – secondo violino
- Lucy Wilkins – secondo violino
- Gita Langley – secondo violino
- Jessie Murphy – secondo violino
- Ellie Stanford – secondo violino
- Reiad Ceibah – viola
- Emma Owens – viola
- Katherine Shave – viola
- Fiona Griffiths – viola
- Helen Rathbone – violoncello
- Vicky Matthews – violoncello
- Ian Burge – violoncello
- Sarah Willson – violoncello

Produzione
- Dimitri Tikovoi – produzione
- James Brown – ingegneria del suono
- Flood – missaggio
- Raj Das – assistenza tecnica ai RAK Studios
- Richard Woodcraft – assistenza tecnica ai RAK Studios
- Rob Smith – assistenza tecnica ai Sarm Studios
- Mark Neary – assistenza tecnica allo Snake Ranch
- Dan Porter – assistenza tecnica al Sanctuary Town House
- Tim Young – mastering

## Classifiche
| Classifica (2006) | Posizione massima |
| ----------------- | ----------------- |
| Australia         | 30                |
| Austria           | 44                |
| Belgio (Fiandre)  | 49                |
| Belgio (Vallonia) | 18                |
| Finlandia         | 8                 |
| Francia           | 41                |
| Germania          | 35                |
| Italia            | 5                 |
| Spagna            | 7                 |
| Svizzera          | 38                |